# AN/UYK-44

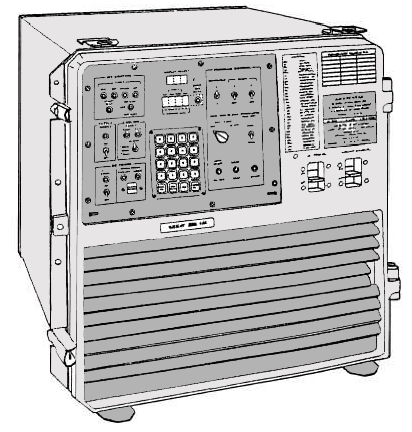
AN/UYK-44の筐体

AN/UYK-44は、UNIVAC（後のユニシス）がアメリカ海軍向けに開発したコンピュータ。AN/UYK-20の後継機にあたるミニコンピュータであり、AN/UYK-43を補完して配備された。

## 概要
海軍海洋システム・コマンド（NAVSEA）では、1978年後半よりAN/UYK-7の後継機開発計画が策定されはじめており、1979年末に設置された海軍戦術組み込みコンピュータ資産室（PMS 408）は、既存のUYK-7・20のサポートとともに、これらの後継機の開発も所掌することになった。UYK-7後継機はUYK-43、そしてUYK-20後継機はUYK-44と呼称されるようになっており、1980年3月に詳細仕様が完成、9月にはIBMとUNIVACに対して技術開発モデルの製作が発注された。これらを評価した結果、1983年2月、UNIVACがUYK-44の量産契約を受注した。
本機はUYK-20と同様に16ビットのプロセッサを用いており、UYK-20向けに開発されたソフトウェアを実行可能とされる。命令のスループットは0.94 MIPSとなった。主記憶装置としては、従来どおりの磁気コアメモリを使用する場合はメモリサイズ256キロワードとされたが、半導体メモリを使用する場合は最大4メガワードまで拡張可能であった。なお本機は、多層シリコン基板を採用した最初期のコンピュータである。これは電子回路の高密度化と冷却性能の向上を狙ったものであり、開発過程で銅箔パターン末端部の分離という問題に悩まされたものの、後にはこれも解決された。
1983年12月よりアメリカ海軍への引き渡しが開始され、戦術情報処理装置のほかにも、AN/SQS-53の情報処理用など組み込みシステムでも広く用いられた。